# The Divine Lady
The Divine Lady is een Amerikaanse dramafilm uit 1929 onder regie van Frank Lloyd. Het scenario is gebaseerd op de roman The Divine Lady: A Romance of Nelson and Emma Hamilton (1924) van de Brits-Canadese auteur E. Barrington. Destijds werd de film in Nederland uitgebracht onder de titel Het liefdeleven van lord Nelson.

## Verhaal
Emma Hart is de beeldschone dochter van een kokkin, die in 1782 als model wordt ingehuurd door de schilder George Romney. Zo leert ze haar echtgenoot William Hamilton kennen, de Britse ambassadeur in Napels. In korte tijd wordt ze een vertrouwelinge van de koningin van Napels. Ondanks het leeftijds- en standsverschil is ze tevreden met haar man.
Jaren later maakt Emma kennis met kapitein Horatio Nelson. Engeland is op dat ogenblik in oorlog met Frankrijk. Nelson kan met de hulp van Emma belangrijke watervoorraden opslaan in Napels. De twee worden verliefd op elkaar. Zowel de zeges van Nelson op de Franse vloot als de invloed van Emma aan het hof in Napels worden in het thuisland op de voet gevolgd. Wanneer de geliefden aankomen in Londen, worden ze onthaald door een uitzinnige menigte.
Emma wordt echter niet geaccepteerd door de adellijke kringen in Engeland. Wanneer ze niet wordt uitgenodigd op een koninklijk bal, verlaat Nelson zijn vrouw Fanny om zich met Emma terug te trekken op zijn landgoed. Ze zijn daar een tijdlang gelukkig, maar Nelson krijgt al spoedig een nieuwe missie toegewezen. Wanneer hij in 1805 tijdens de slag bij Trafalgar dodelijk gewond raakt, zijn zijn laatste gedachten bij haar.

## Rolverdeling
| Acteur            | Personage               |
| ----------------- | ----------------------- |
| Corinne Griffith  | Emma Hart               |
| Victor Varconi    | Horatio Nelson          |
| H.B. Warner       | William Hamilton        |
| Ian Keith         | Charles Greville        |
| Marie Dressler    | Mevrouw Hart            |
| Montagu Love      | Thomas Hardy            |
| William Conklin   | George Romney           |
| Dorothy Cumming   | Koningin Maria Carolina |
| Michael Vavitch   | Koning Ferdinand        |
| Evelyn Hall       | Hertogin van Devonshire |
| Helen Jerome Eddy | Fanny Nelson            |

## Prijzen en nominaties
| Jaar | Prijs  | Categorie                  | Genomineerde(n)  | Uitslag     |
| ---- | ------ | -------------------------- | ---------------- | ----------- |
| 1929 | Oscars | Beste regie                | Frank Lloyd      | Gewonnen    |
| 1929 | Oscars | Beste vrouwelijke hoofdrol | Corinne Griffith | Genomineerd |
| 1929 | Oscars | Beste camerawerk           | John F. Seitz    | Genomineerd |